# 愼道晟
愼 道晟（シン・ドソン、朝鮮語: 신도성、1918年3月7日 - 1999年9月6日）は、大韓民国の政治学者、政治家。本貫は居昌慎氏。

## 生涯
1918年に慶尚南道居昌郡または京城府で誕生。1941年に東京帝国大学法学部政治科を卒業。1944年に東京帝国大学大学院を修了。1969年に慶熙大学校で法学博士号を取得。
1945年に延禧専門学校（現延世大学校）助教授。1946年にソウル大学校政治学科教授。1952年に東亜日報論説委員。1954年に民主国民党宣伝部長。1954年から1958年まで民議院議員。1958年にソウル新聞常任監査。1959年から1960年まで慶尚南道知事。3・15不正選挙と金朱烈死亡事件への関与を疑われ、四月革命後に拘束を受けた。
1964年に大邱大学校学長。1965年に行政改革委員会委員。1969年に統一問題研究所理事長。1969年から1974年まで嶺南大学校教授。1972年から1974年まで嶺南大学校総長。1974年から1975年まで国土統一院長官。1976年から1984年まで明知大学校大学院教授。1978年に共産圏問題研究所理事長。1982年にエスペラント協会顧問。1985年から1993年まで大田大学校客員教授。1987年に社会民主党顧問。1988年に居昌大学校設立準備委員会委員長。1990年に統一顧問。1991年に平和民主党常任顧問。また、梨花女子大学校政治外交学部長を務めたこともある。